# Comfort/Distraction
Comfort/Distraction is het derde en meest recente studioalbum van de Amerikaanse punkband Broadway Calls. Het is opgenomen in The Blasting Room in Fort Collins, Colorado, en geproduceerd door Bill Stevenson. Het vierde nummer van het album, "Lucky Number", werd al op 27 november 2012 uitgegeven. Op dezelfde dag werd ook het nieuwe album aangekondigd.

## Nummers
1. "Bring On The Storm"
2. "Open Letter"
3. "Minus One"
4. "Lucky Lighter"
5. "Surrounded By Ghosts"
6. "Zombie World"
7. "Wildly Swinging"
8. "I’ll Be There"
9. "Stealing Sailboats"
10. "Life Is Rhythm"
11. "Full Of Hope"